# Alkoholpräventionsprogramm
Ein Alkoholpräventionsprogramm klärt Menschen über die gefährlichen Auswirkungen von Alkoholkonsum auf und versucht ihnen zu helfen, Alkoholmissbrauch zu vermeiden bzw. zu beenden.

## Geschichte
Anfang der 1970er Jahre wurden in der Bundesrepublik Deutschland Alkoholprobleme am Arbeitsplatz von einigen wenigen Betrieben in ernsthaftem Umfang diskutiert und erstmals betriebliche Maßnahmen zur Abhilfe ergriffen. Als Betriebe der ersten Stunde sind hierbei u. a. die Firmen BASF, Bayer, Mannesmann, Thyssen und Voith zu nennen.
Waren es 1978 noch unter 20 Betriebe, die mit einem Alkoholpräventionsprogramm aufwarten konnten, so waren es 1993, nach unterschiedlichen Schätzungen, bereits zwischen 800 und 2000  Betriebe und Verwaltungen, die solche Programme mit unterschiedlichen Ansätzen und Reichweiten aufgebaut bzw. weiterentwickelt hatten. Im Gegensatz zu den Großbetrieben, zog der öffentliche Dienst und der Dienstleistungssektor beim Aufbau von Programmen mit einer rund zehnjährigen Verspätung nach. Viele Klein- und Mittelbetriebe kennen solche Programme bis heute kaum.
Alkoholpräventionsprogramme für jüngere und ältere Menschen wurden seit den 1980er Jahren kontinuierlich weiterentwickelt und wissenschaftlich evaluiert.
Sie sind heute in Deutschland und international nicht nur in Betrieben zu finden, sondern auch in Bildungseinrichtungen wie Schulen und auf kommunaler Ebene. 2008 begann in Berlin das Präventionsprojekt „KAfKA“ (Apronym für „Kein Alkohol für Kinder Aktion“).
Wachsende Bedeutung haben im 21. Jahrhundert zudem Soziale Medien wie YouTube, Facebook und Instagram als Orte der Alkoholprävention. Innovative Technologien wie Virtual-Reality-Anwendungen werden ebenfalls für Alkoholpräventionsprogramme genutzt.

## Vorgehen
Der Aufbau eines innerbetrieblichen Alkoholpräventionsprogrammes gliedert sich in drei Ebenen, die jedoch in der Fachliteratur unterschiedlich differenziert werden.

### Ebene 1: Primärprävention
Ziel: Verhinderung des Alkoholmissbrauchs und der Alkoholabhängigkeit von vornherein, durch Sensibilisierung. Anzusprechender Personenkreis: Alle Mitarbeiter (insbesondere die 'Normalkonsumenten').

### Ebene 2: Sekundärprävention
Ziele: Früherkennung von Alkoholabhängigen und Missbrauch treibenden. Krankheitseinsicht bei Betroffenen zu verstärken, um somit frühe Behandlungsmaßnahmen einleiten zu können. Anzusprechender Personenkreis: Alkoholabhängige, Alkoholmissbrauch Treibende, Gefährdete, Führungskräfte.

### Ebene 3: Tertiärprävention
Ziele: Wiedereingliederung therapierter Mitarbeiter und Nachsorgemaßnahmen, um Rückfälle zu verhindern. Anzusprechender Personenkreis: trockene Alkoholiker, Führungskräfte, sonstige Arbeitnehmer.